# Hoikan Kylkeinen
Hoikan Kylkeinen är en sjö i kommunen Ilomants i landskapet Norra Karelen i Finland. Arean är 47 hektar och strandlinjen är 3,55 kilometer lång. Sjön  ingår i Vuoksens huvudavrinningsområde.   Den ligger omkring 92 kilometer nordöst om Joensuu och omkring 460 kilometer nordöst om Helsingfors. 
Hoikan Kylkeinen ligger väster om Hoikka. 